# Le Verrier (krater på Mars)
För andra betydelser, se Le Verrier.
Le Verrier är en nedslagskrater på planeten på Mars namngiven efter den franske astronomen Urbain Le Verrier.
Kratern har en diameter på ungefär 137 km.